# アイオワ州の食用豚支援

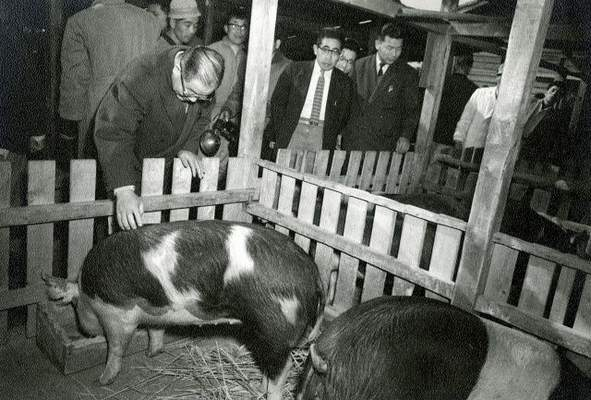
当時の天野久・山梨県知事がアイオワにて空輸される豚を視察している (1959年撮影)

アイオワ州の食用豚支援（アイオワ・ホッグ・リフト、Iowa Hog Lift）とは、1959年の台風で被害を負った山梨県の畜産業に対して1960年、アメリカの海外農業局や全米コーン生産者協会などの協力によりアイオワ州から35頭の赤身肉の繁殖用の豚が災害の見舞いとして寄付され、山梨県農産業の復興支援を行ったことである。
これを記念して1960年にアイオワ州と山梨県は姉妹都市提携をして関係が作られていった。
1962年に山梨県はアイオワ州デモインに友好ベルを寄贈したほか、1993年のアメリカ中西部大洪水のときには山梨県は30万ドル相当の災害支援を行った。
2010年には50周年を記念して各地で記念式典やイベントが行われた。